# Lichnanthe lupina
Lichnanthe lupina es una especie de coleóptero de la familia Glaphyridae.

## Distribución geográfica
Habita en Nueva York y Nueva Jersey en (Estados Unidos).